# Belingmolen

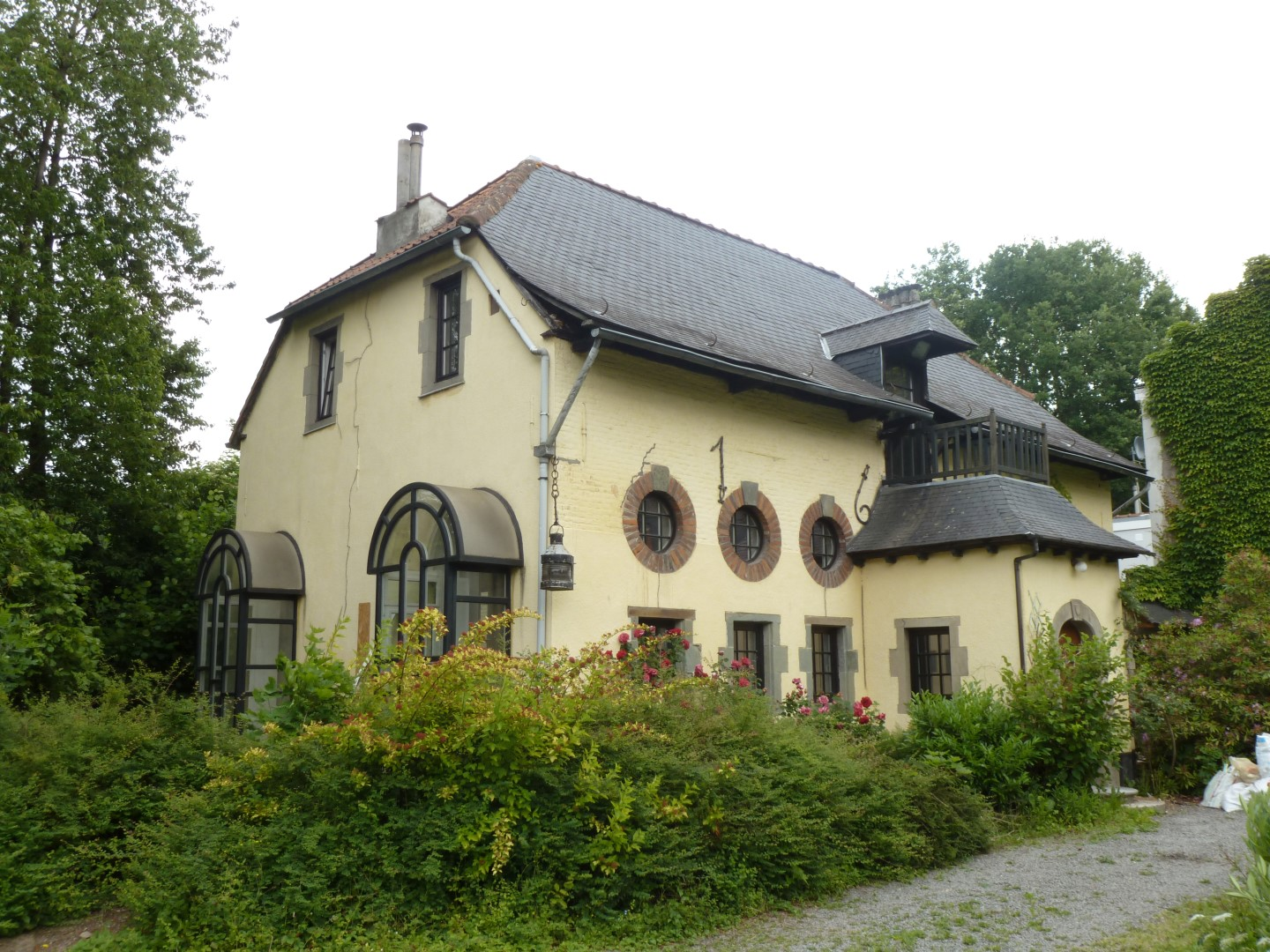
Belingmolen

De Belingmolen is een watermolen in de tot de Vlaams-Brabantse gemeente Beersel behorende plaats Dworp, gelegen aan Beling 32.
Deze onderslagmolen op de Molenbeek fungeerde als korenmolen.

## Geschiedenis
De eerste vermelding van een korenmolen op deze plaats is van 1440 en het huidige molenhuis is van 1686. In 1786 werd het sluiswerk volledig vernieuwd. In 1927 werd de molen gekocht door August Winderickx en deze liet de molen verbouwen tot woonhuis.

## Gebouw
Het molenhuis, onder wolfsdak, werd ingrijpend verbouwd. Slechts enkele overblijfselen van het 17e-eeuwse bouwwerk zijn nog voorhande.